# السا فیروزآذر
السا فیروزآذر (زاده ۲۵ شهریور ۱۳۶۲ در تهران) بازیگر و منشی صحنه، نویسنده سینما و تلویزیون کارگردان تئاتر اهل ایران است.
السا فیروز آذر خواهر زاده تهمینه میلانی کارگردان سینماست

## زندگی‌نامه
السا فیروزآذر متولد ۲۵ شهریور ۱۳۶۲ در تهران و اصالتا ترک تبریز است. او مدرک کارشناسی معماری خود را از دانشگاه غیرانتفاعی رویان نور و کارشناسی ارشدش در رشته ادبیات نمایشی را از دانشگاه سوره اخذ کرده‌است. از ۵ سالگی در سینما بازیگری را آغاز کرده و در ۸ سالگی در فیلم «کاکادو» اولین نقش اصلی اش را ایفا نمود. او در ۱۸ سالگی فعالیت خود را در زمینهٔ بازیگری به‌طور جدی تر ادامه داد. سپس در سینما و پشت صحنه منشی صحنه و دستیار کارگردانی را در چند فیلم تجربه نمود. از بیست و سه سالگی تدریسش در زمینهٔ هنر و مکاتب هنری را آغاز نمود و پس از گرفتن مدرک ارشد در ادبیات نمایشی کارگاه‌های فیلمنامه‌نویسی و بازیگری هم به زمینه‌های تدریسش اضافه گردید. فیروزآذر پس از ساختن چند فیلم کوتاه تجربی برای نخستین بار در ۳۵ سالگی در سال ۱۳۹۷ فیلم کوتاه «سکوت پرهیاهو» را ساخت. همچنین در همین سال تأتر روانشناختی- فلسفی با ۳۰ بازیگر را به نام «هزار و یک تو» کارگردانی کرده‌است. پس از نوشتن چند فیلمنامه برای نخستین بار فیلمنامه ای «از تهران متنفرم» او به کارگردانی زن «یاسمن نصرتی» در حال ساخت است.

## آثار

### سینمایی
| سال  | فیلم، نمایش          | کارگردان          | سمت                     |
| ---- | -------------------- | ----------------- | ----------------------- |
| ۱۳۶۹ | افسانه آه            | تهمینه میلانی     | بازیگر                  |
| ۱۳۷۰ | دیگه چه خبر؟!        | تهمینه میلانی     | بازیگر                  |
| ۱۳۷۳ | کاکادو               | تهمینه میلانی     | بازیگر                  |
| ۱۳۸۳ | زن زیادی             | تهمینه میلانی     | بازیگر                  |
| ۱۳۸۴ | تقاطع                | ابوالحسن داودی    | بازیگر                  |
| ۱۳۸۴ | آتش‌بس                | تهمینه میلانی     | بازیگر، دستیار کارگردان |
| ۱۳۸۵ | نسکافه داغ داغ       | علی قوی تن        | بازیگر                  |
| ۱۳۸۶ | تسویه حساب           | تهمینه میلانی     | بازیگر                  |
| ۱۳۸۶ | مجنون لیلی           | قاسم جعفری        | بازیگر                  |
| ۱۳۸۶ | ساعت سوخته           | مجتبی اسدی پور    | بازیگر                  |
| ۱۳۸۷ | سوپر استار           | تهمینه میلانی     | بازیگر، دستیار کارگردان |
| ۱۳۸۷ | شیرین                | عباس کیارستمی     | بازیگر                  |
| ۱۳۸۹ | یکی از ما دو نفر     | تهمینه میلانی     | بازیگر                  |
| ۱۳۸۹ | چگونه میلیاردر شدم   | علی عبدالعلی زاده | بازیگر                  |
| ۱۳۹۳ | آتش‌بس ۲              | تهمینه میلانی     | مشاور کارگردان          |
| ۱۳۹۵ | ملی و راه‌های نرفته‌اش | تهمینه میلانی     | بازیگر                  |

### تلویزیون
| سال ساخت | عنوان                 | کارگردان     | سمت             | توضیحات          |
| -------- | --------------------- | ------------ | --------------- | ---------------- |
| ۱۴۰۲     | فوفو مسافری از کامادو | میثم معراجی  | بازیگر          | شبکه نمایش خانگی |
| ۱۴۰۱     | پدرخوانده             | سعید ابوطالب | بازیگر          | شبکه نمایش خانگی |
| ۱۴۰۰     | جزیره                 | سیروس مقدم   | بازیگر          | شبکه نمایش خانگی |
| ۱۳۹۸     | هیولا                 | مهران مدیری  | بازیگر          | شبکه نمایش خانگی |
| ۱۳۸۷     | گروگان                | محمدرضا آهنج | دستیار کارگردان | فیلم تلویزیونی   |
| ۱۳۸۴     | اخراجی                | مهدی کرم‌پور  | دستیار کارگردان |                  |

### فیلم کوتاه
| سال ساخت | عنوان                 | کارگردان       | سمت                     |
| -------- | --------------------- | -------------- | ----------------------- |
| ۱۴۰۰     | همه چیز در معرض فروش  | حمیدرضا سنگیان | بازیگر و مشاور کارگردان |
| ۱۳۹۸     | وقت تغییر             | مریم رحیمی     | بازیگر                  |
| ۱۳۸۴     | می‌ترسم پس دروغ می‌گویم | تهمینه میلانی  | منشی صحنه               |

### تئاتر

#### کارگردانی
- تنهایی پرهیاهو (۱۳۹۶)[۱]
- هزار و یک تو (۱۳۹۷)[۲]

#### بازیگری
- نان، عشق، موتور وسپا به کارگردانی اشکان درویشی (۱۴۰۳)[۳]
- محرمانه به کارگردانی سید محسن میرهاشمی (۱۳۹۸)[۴]
- هزار و یک تو به کارگردانی السا فیروزآذر (۱۳۹۷)[۵]
- مأنوس به کارگردانی نازنین سهامی زاده (۱۳۹۵)[۶]

#### نویسندگی (نمایشنامه)
- هزار و یک تو ۱۳۹۷[۷]

## جوایز
- تندیس بهترین بازیگر نقش اول زن در فیلم فصل تغییر به کارگردانی مریم رحیمی از جشنوارهٔ Aprilia Film Festival ایتالیا در سال ۱۳۹۸[۸]

- تندیس بهترین کارگردان هنری برای فیلم هزار و یک تو در بخش تله تئاتر جشنواره تئاتر فجر  [۸]

- تندیس بهترین تدوین برای فیلم هزار و یک تو در بخش تله تئاتر جشنواره تئاتر فجر  [۸]